# Bogzești, Telenești
Bogzești este un sat din raionul Telenești, Republica Moldova.

## Administrație și politică
Componența Consiliului local Bogzești (9 consilieri), ales la 5 noiembrie 2023, este următoarea:
|  | Partid                                | Consilieri | Componență | Componență | Componență | Componență | Componență | Componență |
|  | ------------------------------------- | ---------- | ---------- | ---------- | ---------- | ---------- | ---------- | ---------- |
|  | Partidul Social Democrat European     | 6          |            |            |            |            |            |            |
|  | Partidul Liberal Democrat din Moldova | 3          |            |            |            |            |            |            |

## Personalități

### Născuți în Bogzești
- Vasile Mândrescu (1888–?), țăran și politician moldovean, membru al Sfatului Țării al RD Moldovenești